# Classe Concordia
La classe Concordia è una categoria di navi da crociera progettata per il gruppo crocieristico Carnival Corporation & PLC per i marchi controllati Costa Crociere e Carnival Cruise Line. È composta da sei unità, la più nota delle quali è proprio la capoclasse, Costa Concordia, naufragata il 13 gennaio 2012 all'isola del Giglio.

## Storia
Il progetto è un'evoluzione della precedente classe di navi Destiny, di cui fanno parte anche Costa Fortuna e Costa Magica. La classe in origine era specificamente progettata per il marchio Costa Crociere ma un'unità, la Carnival Splendor, è stata trasferita durante la costruzione alla Carnival Cruise Line .
Tutte le navi sono state costruite dai cantieri navali di Fincantieri a Sestri Ponente e Marghera.

## Caratteristiche
Le navi, rispetto a quelle della precedente classe Destiny, presentano una lunghezza maggiore di circa 18 metri e possiedono delle sovrastrutture con coperture semoventi in cristallo e delle ampie vetrate attorno alla piscine principali. La classe Concordia, inoltre, dispone di strutture termali ampliate dislocate su due ponti in circa 6.000 m².
Le più recenti unità della classe, Costa Favolosa, Costa Fascinosa e Carnival Splendor mostrano alcune caratteristiche differenti rispetto all’originale progetto della classe. In particolare, le modifiche si concentrano nella parte poppiera delle navi, che risulta essere scoperta e sprovvista di una copertura semovente. Ciò rende le tre unità più vicine alle scelte effettuate nel seguente progetto di classe Dream, risalente al 2009, cui fa parte anche Costa Diadema. Le navi dispongono, inoltre, di cinque vasche idromassaggio Jacuzzi ad acqua calda, di un campo polisportivo e di un percorso jogging esterno.

## Navi
La classe, comprendente in totale di 6 navi di cui 5 in servizio, è composta da:
| Nave              | Immagine | Bandiera | Stazza  | Stato       | Armatore             | Entrata in servizio | Varo             | Cantiere                                               | Numero IMO |
| ----------------- | -------- | -------- | ------- | ----------- | -------------------- | ------------------- | ---------------- | ------------------------------------------------------ | ---------- |
| Costa Concordia   |          |          | 114 147 | Demolita    | Costa Crociere       | 9 luglio 2006       | 2 settembre 2005 | Fincantieri Cantiere navale di Sestri Ponente (Genova) | 9320544    |
| Costa Serena      |          |          | 114 500 | In servizio | Costa Crociere       | 19 maggio 2007      | 5 agosto 2006    | Fincantieri Cantiere navale di Sestri Ponente (Genova) | 9343132    |
| Carnival Splendor |          |          | 113 323 | In servizio | Carnival Cruise Line | 10 luglio 2008      | 3 agosto 2007    | Fincantieri Cantiere navale di Sestri Ponente (Genova) | 9333163    |
| Costa Pacifica    |          |          | 114 500 | In servizio | Costa Crociere       | 5 giugno 2009       | 30 giugno 2008   | Fincantieri Cantiere navale di Sestri Ponente (Genova) | 9378498    |
| Costa Favolosa    |          |          | 114 417 | In servizio | Costa Crociere       | 4 luglio 2011       | 6 agosto 2010    | Fincantieri Cantiere navale di Marghera (Venezia)      | 9479852    |
| Costa Fascinosa   |          |          | 114 417 | In servizio | Costa Crociere       | 5 maggio 2012       | 29 luglio 2011   | Fincantieri Cantiere navale di Marghera (Venezia)      | 9479864    |

## Incidenti

### Carnival Splendor
Il 9 novembre 2010, la Carnival Splendor, mentre era in navigazione nel Pacifico al largo del Messico, con a bordo 4.500 persone tra passeggeri ed equipaggio, fu vittima di un incendio in sala macchine che ne determinò una perdita di potenza, a causa di cui la nave rimase alla deriva; i passeggeri furono soccorsi ed evacuati grazie all'intervento della Guardia Costiera e della Marina statunitensi, che contribuirono anche ai necessari rifornimenti di generi di prima necessità a bordo.

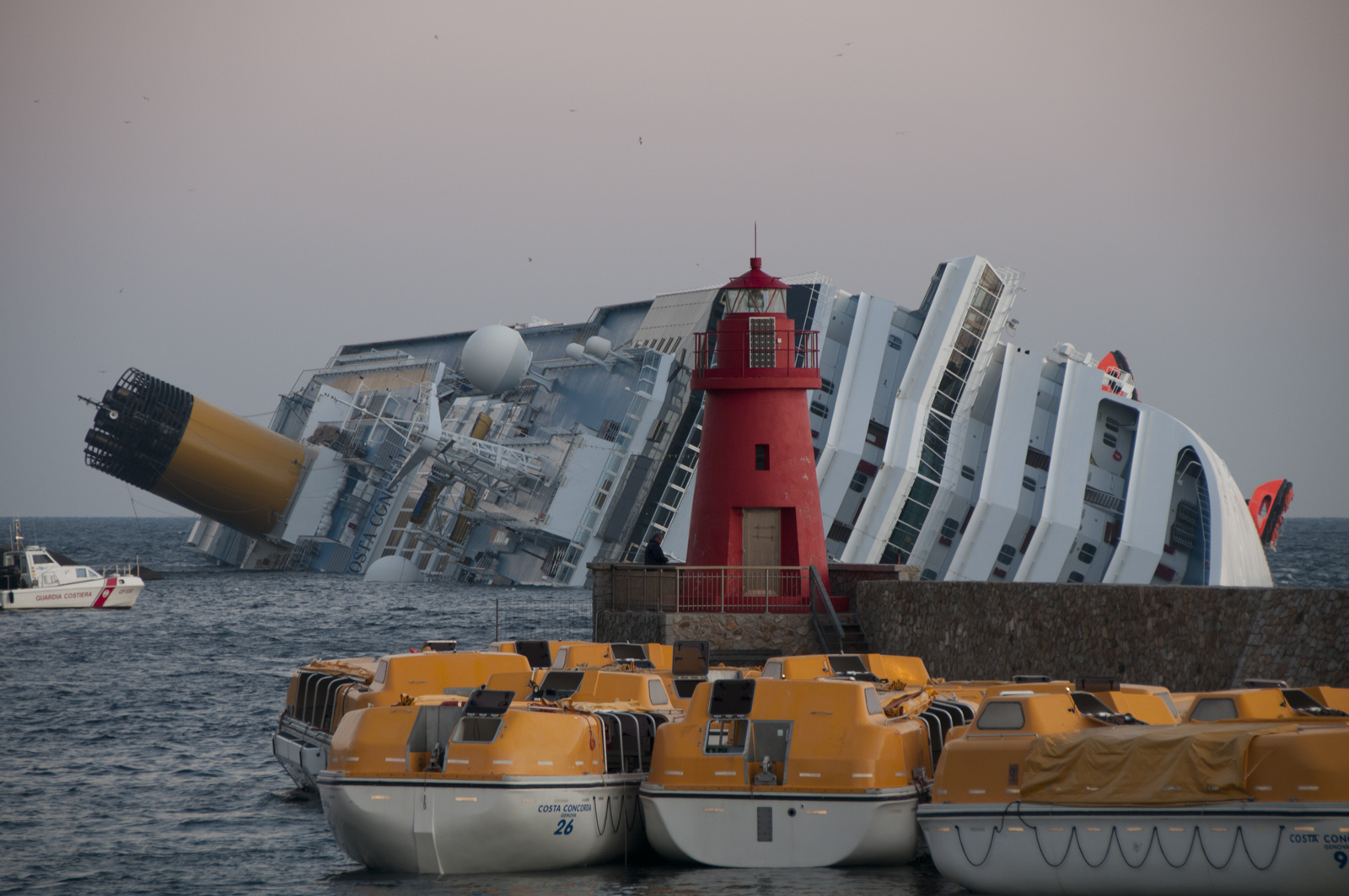
La Costa Concordia ripresa dietro il fanale rosso all'imboccatura di Giglio Porto.

### Costa Concordia
La sera del 13 gennaio 2012, la Costa Concordia, che stava effettuando una crociera nel Mediterraneo con partenza da Civitavecchia e scali previsti a Savona, Marsiglia, Barcellona, Palma de Maiorca, Cagliari, Palermo, ha urtato alle 21:42 il più piccolo degli scogli de Le Scole, situato a circa 500 metri dal porto dell'Isola del Giglio, provocando uno squarcio di 36 metri nello scafo e causando 32 morti e numerosi feriti.
Il 31 gennaio 2012 gli armatori della Costa Crociere hanno dichiarato che, una volta recuperata, la Costa Concordia non sarebbe tornata in servizio.
Nel 2013 la nave è stata rimessa in assetto verticale, e nel luglio 2014 è stata rimorchiata nel suo porto di origine Genova, dove è stata smantellata ed infine demolita.

## Galleria d'immagini

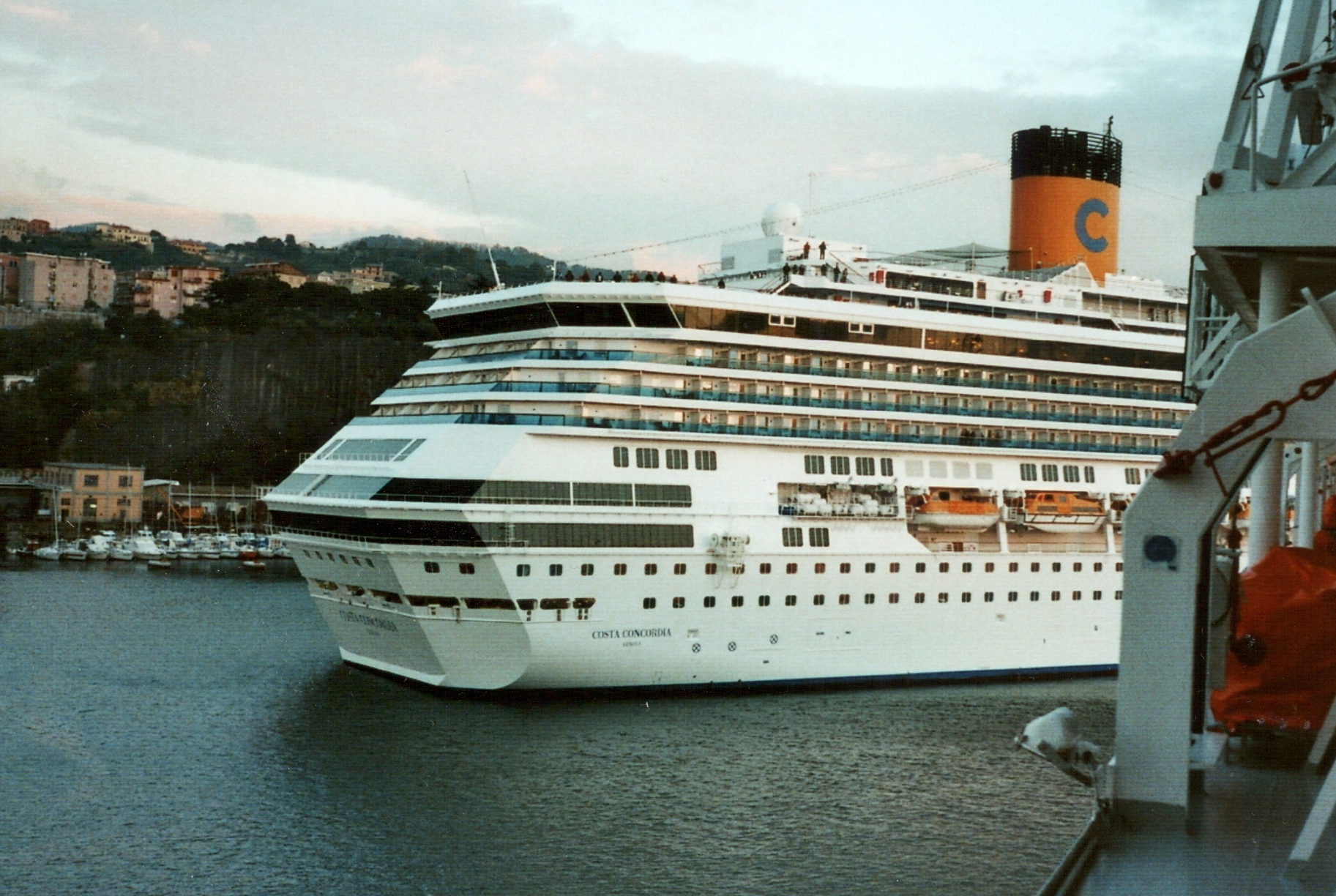
Vista poppiera della Costa Concordia
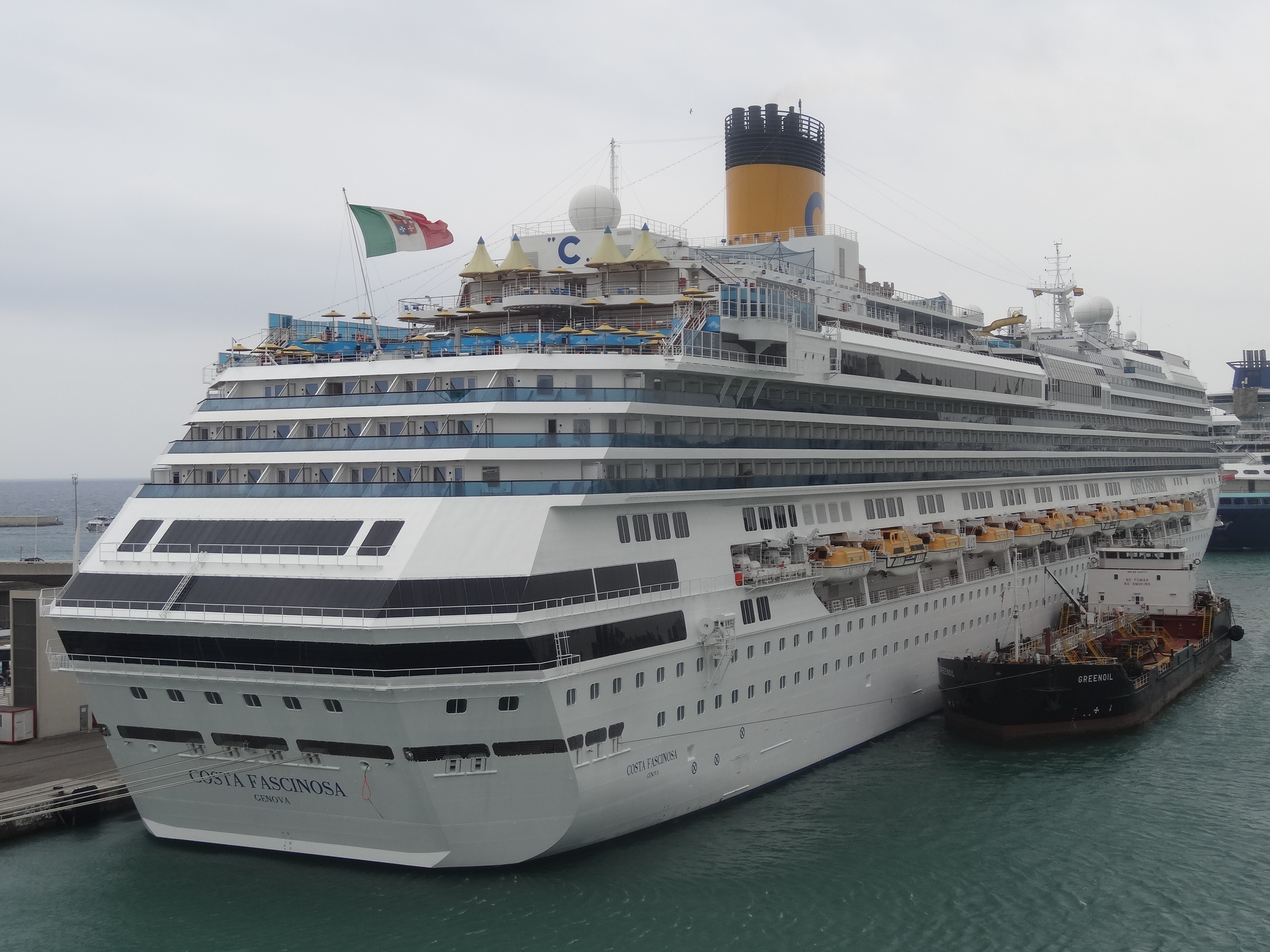
Evoluzione della classe in cui è assente la sovrastruttura di poppa